# Perstorp (plaats)
Perstorp is de hoofdstad van de gelijknamige gemeente Perstorp in de provincie Skåne län en het landschap Skåne, dit zijn de zuidelijkste provincie en landschap van Zweden. De plaats heeft 5468 inwoners (2005) en een oppervlakte van 538 hectare. Perstorp wordt omringd door zowel landbouwgrond als bos, ook grenst de plaats aan het meer Henrikstorpssjön.

## Verkeer en vervoer
Bij de plaats lopen de Riksväg 21 en Länsväg 108.
Ook heeft de plaats een station op de spoorlijn Kristianstad - Helsingborg.

## Geboren
- Lennart Atterwall (1911-2001), atleet

Perstorp · Oderljunga